# Tavaszi offenzíva (első világháború)
Az 1918 márciusában indított tavaszi offenzíva vagy Kaiserschlacht („a császár csatája”, ismert még Ludendorff-offenzíva néven is a német vezérkari főnök után) német támadássorozat volt a nyugati fronton az I. világháború alatt. Az eredeti tervek szerint a támadássorozat négy hadműveletből állt, ezeknek a németek fedőneveket adtak: Michael, Georgette, Blücher-Yorck és Gneisenau. Az ötödik támadás második marne-i csata néven híresült el. A támadássorozat révén, amely meglepetésként érte a szövetségeseket, a németek mélyen benyomultak a szövetséges vonalak mögé és 1914 óta a legnagyobb területi nyereségeket vívták ki. A német hadvezetés ugyanis ráébredt, hogy a háborút azelőtt kell megnyernie, mielőtt az Egyesült Államok tevőlegesen részt tud venni a nyugati front hadműveleteiben. A támadás megindításának másik oka az volt, hogy a breszt-litovszki béke eredményeként 33 német hadosztályt tudtak kivonni a keleti frontról és azokat átcsoportosították a nyugati frontra.
A négy támadás révén a németek el akarták vonni a szövetségesek erőit az utánpótlást biztosító francia és belga kikötőktől, majd ezeket a kikötőket elfoglalva elvágták volna a maradék brit-francia erőket a létfontosságú utánpótlástól. A támadás megindítása után azonban a vártnál hevesebb ellenállás miatt módosítani kellett a terveket és végül a támadás súlypontja áttevődött a front másik szakaszára. A támadás kezdeti szakaszában szinte pánik uralkodott el a szövetséges katonák és tisztek között, akik korábban azt hitték, hogy Németország közel áll az összeomláshoz. A szövetséges hadvezetésnek közel 3 hónapjába telt, amíg a támadást meg tudták állítani és a frontvonalakat meg tudták szilárdítani.

## Előzmények
Az első világháború első három éve után Németország nehéz helyzetbe került. Az oroszok hadbalépése után két fronton kellett hadat viselnie, és bár 1918 elején a keleti frontot semlegesítették, a nyugati fronton továbbra is súlyos volt a helyzet. A német hadvezetés nem tudta érvényesíteni a klasszikus hadvezetés (még Carl von Clausewitz által kidolgozott) elveit, amely az áttörésre alapult és amelyet a lövészárok-hadviselés körülményei lehetetlenné tettek. Ehelyett Erich von Falkenhayn kidolgozta az anyagháború elméletét, mely szerint ki kell véreztetni az ellenséget és utána kivívni a győzelmet. A német stratégia egyik példája volt a verduni csata, ahol a várost védő francia erők tényleg hatalmas veszteségeket szenvedtek. Azonban a támadó német csapatok is rengeteg katonát és fegyverzetet vesztettek. A támadási terv kidolgozásakor a német hadvezetés figyelmen kívül hagyta azt a szempontot, hogy az antant mind gazdaságilag, mind a hadieszközök és az emberállomány terén egyaránt jelentős túlerőben van. Noha a német hadiipart 1918-ban már csúcsra járatták, például tüzérségi fegyverekből annyit tudtak csak előállítani, mint az angolok – és akkor ehhez még hozzá kell számolni a megviselt, de teljesítőképes francia és olasz hadiipar teljesítményét, valamint az Egyesült Államok Európába szállított hadieszközeit.
Falkenhaynt 1916-ban leváltották, de a német stratégia változatlan maradt, és a következő évben lényegében csak védekező hadműveleteket vívtak a francia-brit csapatok ellen. A németek a tengeralattjárók segítségével akarták blokád alá vonni ellenfeleiket és ezzel ellehetetleníteni hadiiparukat, valamint elvágni a nyugati fronton harcoló csapatok utánpótlását az Egyesült Államok által szállított segélyektől.
A nyugati fronton állomásozó német tábornokok nézetei jelentősen eltértek Németország esélyeit illetően: Rupprecht bajor koronaherceg és Vilmos német trónörökös úgy vélte, hogy a háborút Németország nem nyerheti meg és a béke érdekében akár Belgiumról is lemondtak volna. Ludendorff azonban erről hallani sem akart, elsősorban a Csatorna partján található belga kikötők birtoklása miatt, amit viszont Nagy-Britannia nem fogadott volna el.

## Előkészületek
1918 elején a német hadsereg létszáma még kismértékben felülmúlta a szövetségesek katonai erejét a nyugati fronton. 1918. március 3-án Németország megkötötte a Breszt-litovszki békeszerződést Szovjet-Oroszországgal, ezzel a keleti fronton megszűntek a hadműveletek és a német hadvezetés 35 hadosztályt, azok tüzérségi eszközeit, illetve közel 1000 nagy űrméretű ágyút csoportosított át nyugatra.
1917. április 6-án azonban az Egyesült Államok belépett a háborúba szövetségesei, Nagy-Britannia és Franciaország oldalán. Ezt követően megkezdődött az amerikai szárazföldi haderő megszervezése és Európába szállítása. Mivel ez időt vett igénybe, a német hadvezetés felismerte, hogy a háborút eldöntő támadást azelőtt kell megindítani, mielőtt az amerikai csapatokat bevetik a nyugati fronton. A német vezérkar ekkor már csak egy mindent eldöntő támadásban látta a háború megnyerésének esélyét. Érdekes módon a német politikai vezetésnek semmilyen beleszólása nem volt a kérdésbe.
A tavaszi offenzíva terveinek kidolgozása 1917. októberében kezdődött Ludendorff tábornok irányítása alatt. A támadás végső célja a francia főváros, Párizs elfoglalása, illetve a La Manche-csatorna partján található kikötők elfoglalása volt. A sikeres támadás révén a német vezérkar előnyös tárgyalási pozíciót akart kivívni és ebből a helyzetből béketárgyalásokat kezdeményezni. A támadáshoz kezdetben 30, majd 67 német hadosztály terveztek bevetni. Ludendorff 1917. november 11-én látogatást tett Rupprecht herceg főhadiszállásán, de nem sikerült egyhangúlag eldönteni a tervezett támadás színhelyét és Ludendorff utasítást adott több támadási terv kidolgozására.
1917 decemberére két fő támadás körvonalai bontakoztak ki: északon a brit főerők ellen (Operation Georg) és délebbre a britek déli szárnya ellen, amely elválasztotta volna a brit és francia frontot (Operation Michael). Ludendorff azonban 1918. januárjában lefújta az északi támadást, mivel az nagyon függött a száraz időjárástól: Flandriában a csapadékos tavasz és a járhatatlan utak miatt akár májusig is el kellett volna halasztani a komolyabb hadműveleteket. Ehelyett minden erejüket az Operation Michael-re összpontosították, amely Ludendorff elképzelése szerint a döntő csapás lett volna a szövetségesek ellen (Vernichtungsslacht).

### Új támadási harceljárások

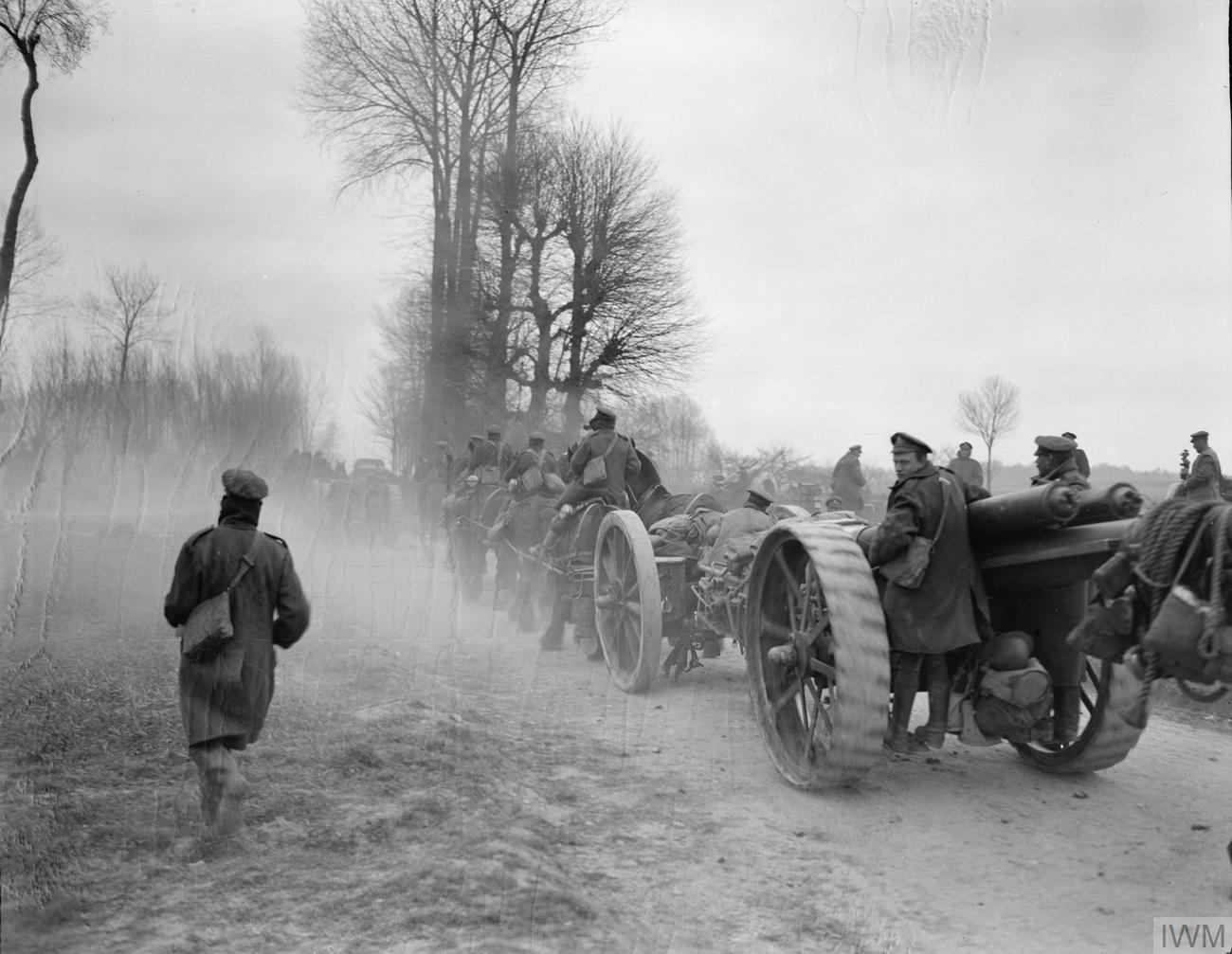
Brit tüzérség visszavonulása a Michael-hadművelet alatt

1918-ra a német hadvezetés kifejlesztett egy új támadási harceljárást, amely az úgynevezett rohamcsapatok (németül: Stoßtruppen) alkalmazásán alapult. Az Oskar von Hutier tábornok által kidolgozott eljárás szerint könnyű fegyverzettel ellátott, gyorsan átcsoportosítható egységek hatolnak be az ellenséges vonalak mögé, elkerülve a megerősített állásokat, amelyeket a második hullámban érkező reguláris csapatok számolják fel. Eközben a rohamcsapatok közvetlenül az ellenséges parancsnoki állásokat, tüzérségi csapatokat és a mélységben található utánpótlási bázisokat támadták. A német hadsereg alakulatai a legjobb katonákat választották a rohamcsapatokba, amelyek időleges előnyt adtak a német csapatoknak. Az első rohamok veszteségei azonban különösen súlyosan érintették a rohamcsapatokat, a többi egység harcértéke pedig rohamosan csökkent, ahogy a legjobb katonáit folyamatosan a rohamcsapatokhoz vezényelték át.
A támadás során egy másik újítást is alkalmaztak, a Georg Bruchmüller alezredes által kifejlesztett Feuerwalze-t, vagyis a mozgó tüzérségi zárótüzet. Az eljárás során rövid ideig tartó, de igen hatásos tüzérségi támadásokat intéztek három hullámban, először az ellenség parancsnoki pontjai és kommunikációs eszközei ellen, majd az ellenséges tüzérség ellen és végül az ellenséges lövészárok ellen. Ezek a támadások olyan rövid ideig tartottak, hogy a szövetségesek nem tudtak megfelelő óvintézkedéseket bevezetni, másrészt 1918-ra a németek olyan nagyszámú tüzérségi eszközt és lőszert halmoztak fel a nyugati fronton, hogy annak bármelyik részén hatásos tűzcsapást tudtak mérni az ellenségre a tüzérségi eszközök mozgatása nélkül.

### Új védelmi harceljárások

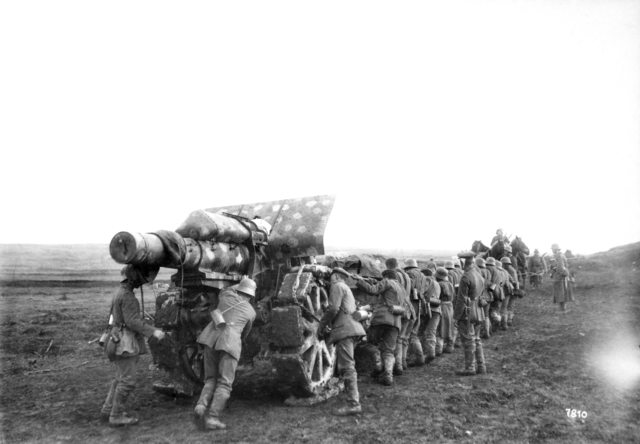
Német 21 cm-es Mörser 16 tarack és személyzete tüzelőállást vált a franciaországi Ham közelében, 1918. március

Időközben a szövetségesek is új védelmi harceljárásokat fejlesztettek ki. Többek között mélységben tagolt védelmi vonalakat telepítettek és csökkentették a legelső vonalban harcoló katonák arányát. A sebezhető logisztikai központokat, raktárakat a fronttól távolabb telepítették, jóval a német tüzérség és a rohamcsapatok hatótávolságán kívül. A sors iróniája, hogy ezeket az újításokat elsősorban az 1917-es harcok során tapasztalt igen erőteljes német védelem példáján okulva vezették be.
Ennek megfelelően a szövetséges front első vonalában ("outpost zone" vagy "forward zone") lényegében csak járőrök, mesterlövészek és géppuskások tartózkodtak. Emögött húzódott az úgynevezett "battle zone", vagyis a második vonal, amelyet az adott frontszakasz fő erői foglaltak el és azt mindenáron védelmezniük kellett. Ezt követte a harmadik vonal ("rear zone"), ahol a tartalékok állomásoztak. Feladatuk az ellentámadás és a beszivárgó alakulatok megsemmisítése volt. Ennek megfelelően egy átlagos brit lövészhadosztály 9 ezrede közül 3 volt az első vonalban, négy a második vonalban és kettő a harmadik vonalban.
A gyakorlatban azonban nem mindenhol sikerült ez bevezetni, különösen a brit 5. hadsereg frontszakaszán nem, amelyet csak röviddel a támadás előtt helyeztek át a francia alakulatoktól. Itt a harmadik vonalat csak kijelölték, de még nem ásták ki, és a második vonal fedezékei között olyan rések voltak, ahol a német rohamcsapatok mélységben át tudtak szivárogni.

## A haditerv
A támadás kivitelezésének módjáról több elképzelés is született, végül azonban a főparancsnok, Erich Ludendorff terve érvényesült. Mivel az angol haderő kisebb volt, mint a francia, így a németek erőiket először az angol csapatok ellen kívánták összpontosítani és ezeket az egységeket megsemmisíteni. Ezt követően mértek volna csapást az Angliától és az utánpótlástól nagyrészt elszigetelt francia haderőre és ezáltal Franciaországot megadásra kényszerítették volna. Az angolokra mérendő csapást Ludendorff a következőképpen tervezte el: az angol haderő jobbszárnyára mértek volna csapást, az Arras városától kb. 15 km-re levő Croisilles és La Fére városok közötti szakaszon, Saint-Quentintől északra és délre. Itt ugyanis gyengébb volt az angol védelem, mint a tengerparton, ráadásul itt volt az angol és a francia hadsereg találkozási pontja. Ludendorff arra számított, hogy az angolok egy támadás esetén inkább a tengerpartot védenék, a franciák viszont Párizst, vagyis az angol hadseregnek a franciák nem nyújtanának segítséget. A német elképzelés szerint a kiszemelt 70 km-es szakaszon a támadó erők gyorsan áttörték volna az ellenség vonalait, majd a balszárny (18. hadsereg) a Somme folyóig és a Crozat-csatornáig nyomult volna előre, és ezt a vonalat tartva megakadályozta volna a francia hadsereg részéről esetlegesen érkező segítségnyújtást. A jobbszárny és a centrum pedig (17. és 2.hadsereg) az áttörés után északnyugat felé fordult volna és az egész angol haderőt hátba támadva azt megsemmisítette volna. A balszárny feladata tehát a Somme folyó és a Crozat-csatorna elérése és Amiens elfoglalása, a jobbszárnyé és a centrumé pedig az angol haderő megsemmisítése lett volna.

## Michael

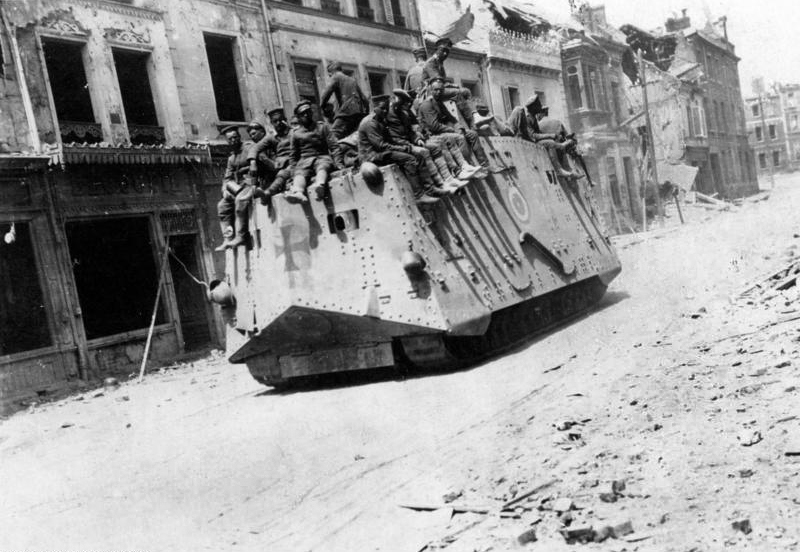
Német A7V tipusú harckocsi Roye térségében, 1918. március 21-én

1918. március 21-én négy német hadsereg támadást indított a brit 5. hadsereg állásai és a brit 3. hadsereg jobb szárnya ellen Arras, Saint-Quentin és La Fère között.
A tüzérségi támadás március 21-én hajnali 4.40-kor kezdődött. Közel 400 km²-es területen található célpontokat támadtak, az egész háború legnagyobb tüzérségi támadásában. Öt óra alatt közel 1 100 000 lövedéket lőttek ki...
Német részről az Otto von Below parancsnoksága alatt harcoló 17. hadsereg, Georg von der Marwitz 2. hadserege, Oskar von Hutier 18. hadserege és a 7. hadsereg egy hadteste (Gruppe Gayl) vett részt a támadásban. A brit hadvezetés ugyan tudomást szerzett a támadás várható helyéről és idejéről, de annak ereje és a tüzérségi előkészítés hevessége mégis meglepetésként érte őket. A támadás reggelén ködös volt az idő, és a köd leple alatt a német rohamcsapatok mélyen behatoltak a brit vonalak mögé.
Az első nap végére a brit 5. hadsereg vesztesége 20 000 halott és 35 000 sebesült volt. Frontvonalukat számos helyen áttörték, két nappal később pedig rendezetlenül vonultak vissza és csak néhány megerősített pont maradt hátra, amelyet az előrenyomuló német gyalogság hamarosan felszámolt. A brit 3. hadsereg jobb szárnya védtelenül maradt és szintén vissza kellett vonulnia.
A kezdeti német sikerek ellenére a támadás főparancsnoka, Erich Ludendorff tábornok, nem követte a rohamcsapatokra alapozott és jól bevált taktikát és nem tudta hadászati sikerré fejleszteni a kezdeti áttörést. Ennek egyik jele volt az a megjegyzés, amit egyik hadseregparancsnokának, Rupprecht bajor koronahercegnek tett: „Csak egy lyukat kell ütnünk. A többi jön magától.” Azonban a kezdeti áttörés a front egyik kevésbé fontos szakaszán történt, amíg a legfontosabb brit vonalakat nagy erőkkel védték. Ludendorff folyamatosan támadta ezeket a szakaszokat is. Március 28-án Arras környékén indított egy sietve és hiányosan előkészített támadást (Mars-hadművelet) a brit 3. hadsereg bal szárnya ellen, de csapatait nagy veszteségekkel visszaverték.
A kezdeti német áttörés a brit és francia csapatokat elválasztó vonaltól északra következett be. A francia főparancsnok, Pétain tábornok csapatokat küldött a német előrenyomulás feltartóztatására, de túlságosan későn (a brit főparancsnok, Haig marsall és az angol kormány véleménye szerint). A szövetségesek ekkor Ferdinand Foch tábornokot nevezték ki a Franciaországban állomásozó brit és francia csapatok főparancsnokának, hogy jobban össze tudják hangolni a brit és francia csapatok tevékenységét.

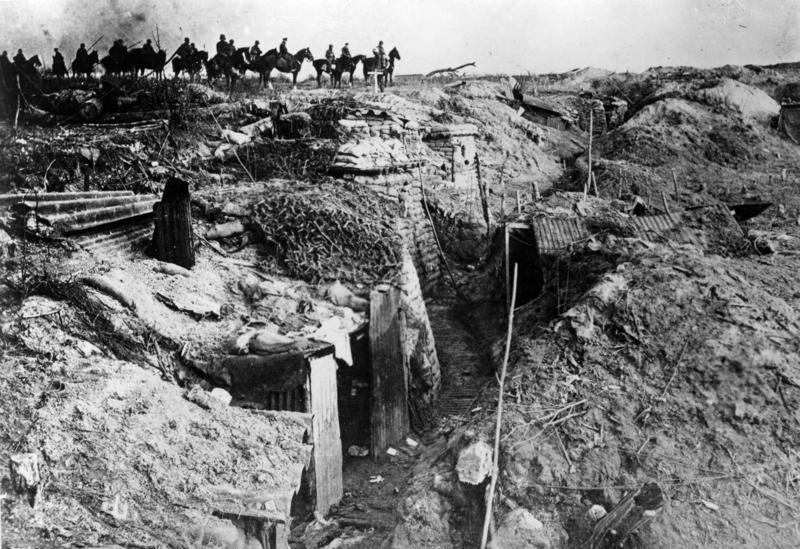
Német hadosztály törzse egy elfoglalt brit lövészárok közelében.

Az első hetek sikerei után a német gyalogság kifáradt, és egyre nehezebb volt a tüzérséget és a szükséges ellátmányt előremozgatni. Friss brit és ausztrál csapatok érkeztek viszont Amiens környékére és a brit védelmi vonalakat sikerült megszilárdítaniuk. Ludendorff április 5-én lefújta a Michael-hadműveletet, miután számos sikertelen kísérletet tett arra, hogy Amiens-t (egy fontos vasúti csomópontot) elfoglalja. A tavaszi offenzíva első támadása első világháborús mércével mérve nagy siker volt. A német csapatok jelentősen benyomultak a brit vonalak mögé, de közben súlyos veszteségeket is szenvedtek (elsősorban a rohamcsapatok) és nem sikerült elfoglalni a támadás egyik célpontját, Amiens-t. Az elfoglalt területeken nehézkes volt a közlekedés, mivel az 1916-os somme-i csata után jóformán csak gránáttölcsérekkel szabdalt, alig járható terep maradt, amit egy esetleges szövetséges ellentámadás ellen alig lehetett volna megvédeni.
A Michael-hadművelet során a szövetségesek közel 255 000 főt vesztettek halottakban és sebesültekben (a brit, a francia, az ausztrál és az amerikai csapatok együttesen), illetve a németek kezére került 1300 tüzérségi eszköz és 200 harckocsi is. Ezeket azonban könnyedén tudták pótolni a brit gyárakból és a beérkező amerikai csapatok emberállományából. A németek 239 000 főt vesztettek, nagyrészt az elit rohamcsapatok állományából, amit csak úgy tudtak pótolni, hogy a legjobb katonákat elvonták a rendes lövészalakulatoktól. Ennek megfelelően a kezdeti német ünneplés hamarosan csalódássá vált, amikor kiderült, hogy milyen árat fizettek a területi nyereségekért.

## Georgette

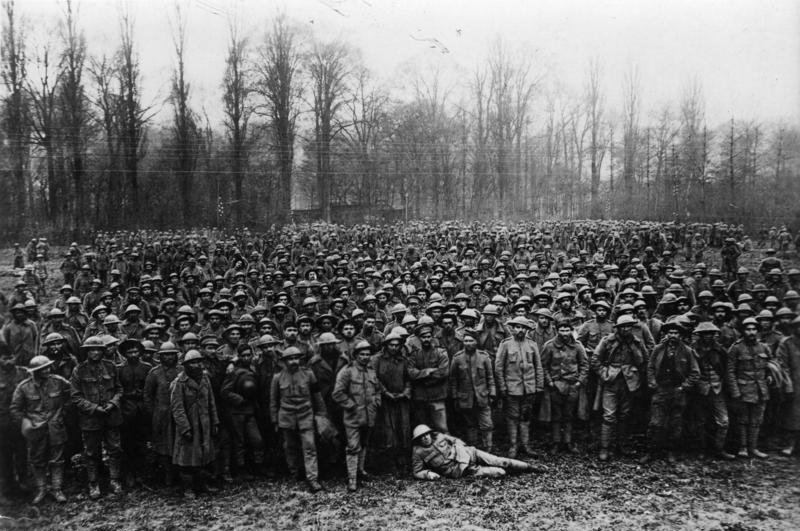
Portugál hadifoglyok a lys-völgyi csata során

A Michael hadművelet megindítása után a brit erőket Amiens környékére csoportosították át, csapatokat vonva el a Hazebrouckon keresztül kiépített vasútvonal, illetve a Csatorna fontos kikötőinek, Calais, Boulogne és Dunkerque védelmétől. Az itt elért német áttörés teljesen megbénította volna a brit erőket a kontinensen.
A támadás eredeti fedőneve Operation Georg volt, de a német hadvezetés csapatokat vont el erről a frontszakaszról és a Michael támadásban vetette be ezeket. Ekkor a fedőnevet Georgette-re módosították. A támadás 1918. április 9-én indult a Feuerwalze tüzérségi támadással a Lys folyó völgyében. A frontszakaszt védő Portugál Expedíciós Hadtest állásain a németek hamarosan áttörtek, bár a déli részen elhelyezkedő brit katonák tovább tartották magukat. A következő napon a németek kiszélesítették a támadás vonalát és visszavonulásra kényszerítették Armentières védőit. Ezt követően elfoglalták a messiness-i kiemelkedést. A második nap végére a tartalékban lévő brit hadosztályok nagy nehézségekkel küzdve védték meg állásaikat a Lys folyó mentén.

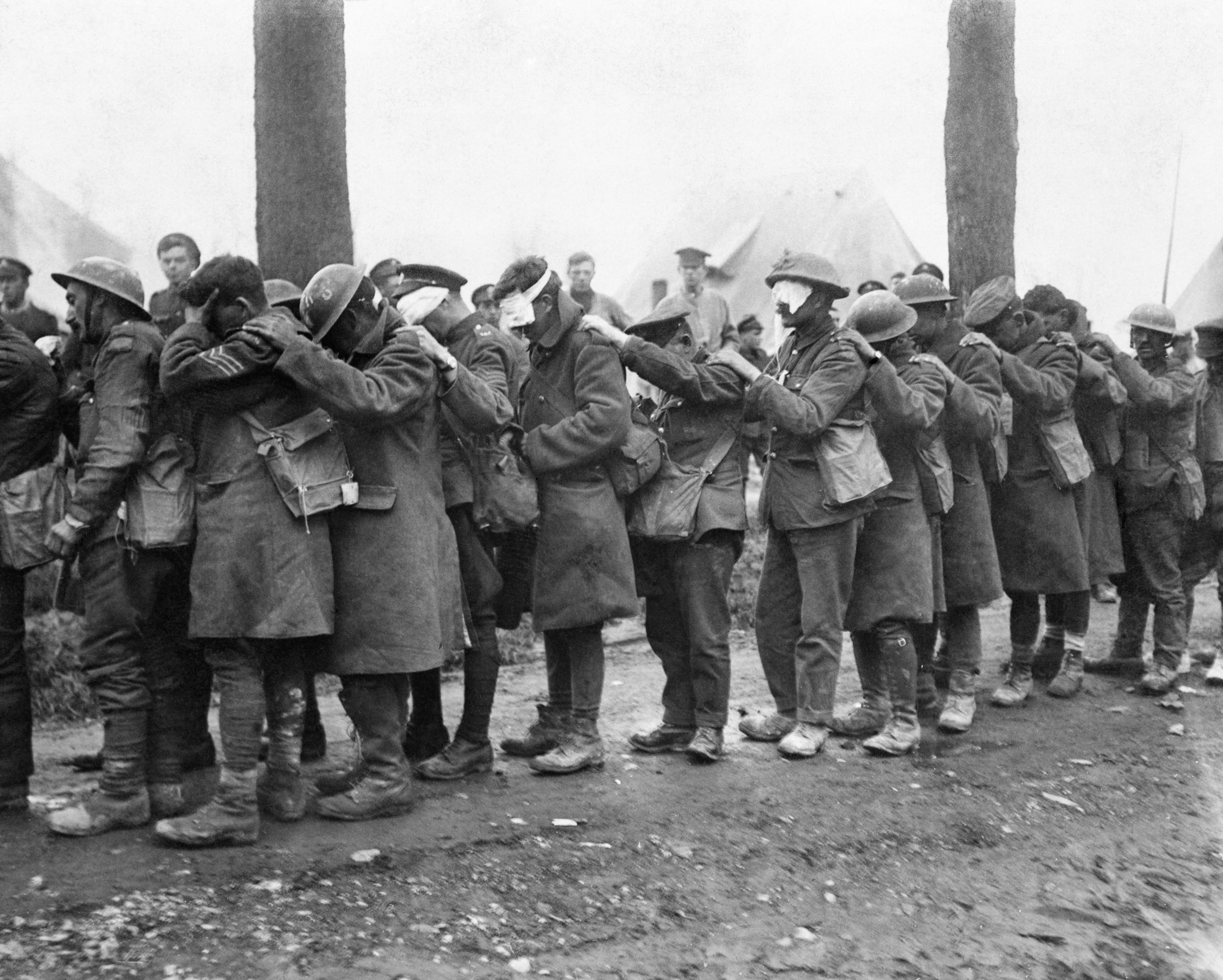
A Lys völgyében indított támadás során a németek ismét bevetették vegyi fegyvereiket. A képen a brit 55. hadosztály katonái, akiket az április 10-i gáztámadás megvakított.

A britek helyzete annyira kritikus volt, hogy a szövetségesek attól tartottak, a németek egy héten belül elérik a kikötőket. Április 11-én a brit erők főparancsnoka, Sir Douglas Haig kiadta híres napiparancsát, amelyben „hátukat a falnak vetve” végsőkig tartó ellenállásra szólította fel a brit csapatokat.
A német támadás azonban hamarosan kifulladt, az utánpótlás előreszállításának nehézségei miatt, illetve a mély előrenyomulás következtében a német csapatokat oldalba támadás veszélye fenyegette. A beérkező brit, francia, amerikai és ANZAC csapatok ellentámadásai lehetetlenné tették a további előrenyomulást és Ludendorff április 29-én lefújta a Georgette-et. A hadműveletben a két fél közel azonos számú, kb. 110 000 főt vesztett halottakban és sebesültekben, de a mérleg a szövetségeseknek kedvezett: Hazebrouckot sikerült megvédeni és a német kiszögellés sebezhető maradt az ellentámadásokkal szemben. Ráadásul sokkal több katonára volt szükség az elnyert állások megtartásához, mint korábban.

## Blücher
Az első két támadással nem sikerült elérni azokat a stratégiai célkitűzéseket, amelyek miatt Ludendorff a támadás megindítása mellett döntött. Viszont úgy vélte, hogy nem szabad a kezdeményezést átengedni a szövetségeseknek és további támadásokat kell indítani. Amíg északon a Georgette-hadművelet utolsó csatái zajlottak, a német hadvezetés új támadást tervezett a Csatornától távolabb található francia állások ellen. A támadás célja, amely látszólag Párizs ellen irányult, az volt, hogy csapatokat vonjanak el az északi frontszakaszokról és lehetővé tegyék a német áttörést az amerikai főerők beérkezése előtt.

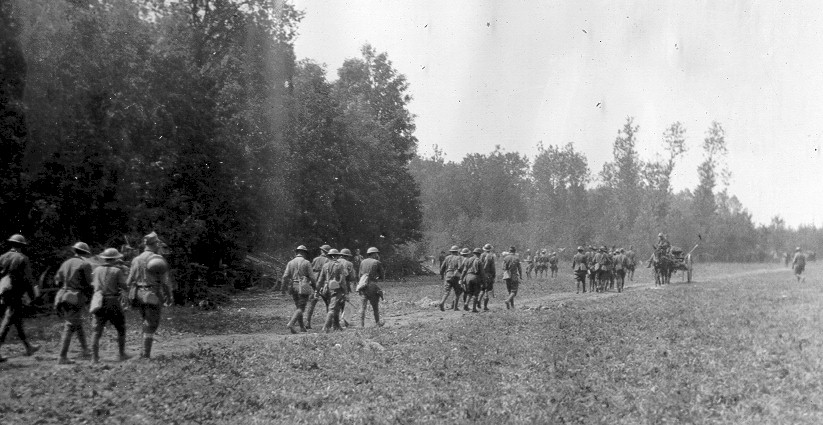
Az amerikai 42. hadosztály katonái, akik a halottakat temették a Chateau-Thierry-i csata után.

A Blücher hadművelet május 27-én kezdődött Soissons és Reims között: a frontszakaszt hat, csökkent létszámú brit hadosztály védte, amelyek „pihenőn” voltak az északi frontszakasz harcai után. Ráadásul a frontszakasz védelmi rendszerét nem építették ki teljesen, részben időhiány, részben a felelős francia parancsnok, Denis Auguste Duchêne tábornok ellenállása miatt. Emiatt a tüzérségi zárótűz igen hatásosnak bizonyult és a szövetséges front, néhány kivételtől eltekintve, rövid idő alatt összeomlott. Duchêne az első vonalban vonta össze katonái nagy részét, és a német áttörés után nem álltak rendelkezésére megfelelő tartalékok, amivel a további előrenyomulást megakadályozni, vagy lassítani tudta volna. A szárnyakon kifejtett brit és francia ellenállás ellenére a németek hamarosan elérték a Marne folyó vonalát és úgy tűnt, hogy hamarosan akár Párizs ellen is támadást indíthatnak. Ludendorff nem tudott ellenállni a csábításnak és utasította csapatait a további előrenyomulásra. Júniusra azonban a lendület elfogyott és a németek ismét egy nagy, nehezen védhető kiszögellésben találták magukat. Ezen felül a szövetségesek nem csoportosították át tartalékaikat délre, vagyis északon sem volt lehetséges újrakezdeni a támadást.
A Blücher hadműveletben vettek részt először amerikai csapatok saját parancsnokságuk alatt: a Château-Thierry körzetében az amerikai géppuskások és szenegáli lövészek, míg a belleau-i erdő körzetében az amerikai tengerészgyalogosok tartóztatták fel a német támadást. A támadás során a szövetségesek 137 000, a németek 130 000 főt vesztettek halottakban és sebesültekben a hadművelet június 6-án történő lefújásáig. A németeknél ismét a nehezen pótolható rohamcsapatok szenvedték a legnagyobb veszteségeket.

## Gneisenau
A három kezdeti támadás stratégiai kudarca után Ludendorff még két támadásra adott utasítást, amellyel próbálta kiterjeszteni a Blücher hadművelet során elért kiszögellést. A Gneisenau hadművelet másik célja az volt, hogy Noyon és Montdidier között lerövidítsék a német vonalakat. A sebtében előkészített támadást június 7-én indították.
A franciák által ejtett német hadifoglyok azonban értesítették a szövetségeseket a támadás tervéről. A mélységben kiépített védelmi állások és a kétségbeesett francia és amerikai védekezés ellenére az első pár nap alatt a németek jelentős mértékben előrenyomultak. Június 11-én azonban a francia csapatok ellentámadása Compiègne körzetében megakasztotta a további német előrenyomulást és a következő napon a Gneisenau-t is lefújták. A támadás során a szövetségesek 35 000 főt, a németek 30 000 főt vesztettek halottakban és sebesültekben.

## Az utolsó német támadás -Marneschutz - Reims
1918. július 15-én Ludendorff egy utolsó támadás indított, hogy délre csalja a szövetségesek tartalék erőit Flandriából és hogy kétirányú támadással elvágja Reims városát a szövetséges főerőktől. A Reimstől keletre indított támadást azonban a mélységben tagolt francia védelem feltartóztatta. Bár Reimstől délnyugatra a német csapatok áttörtek és átkeltek a Marne folyón, a franciák egy erőteljes ellentámadást indítottak július 18-án a kiszögellés nyugati oldalán, amely azzal fenyegetett, hogy a kiszögellésben lévő német csapatokat elvágja a hátországtól. Bár a németeknek sikerült a francia ellentámadást feltartóztatni és kiüríteni a kiszögellést, a kezdeményezés ekkor már a szövetségesek kezében volt, és a háború végéig a német csapatok már csak védelmi jellegű harcot folytattak.

## A tavaszi offenzíva hadászati és harcászati jelentősége

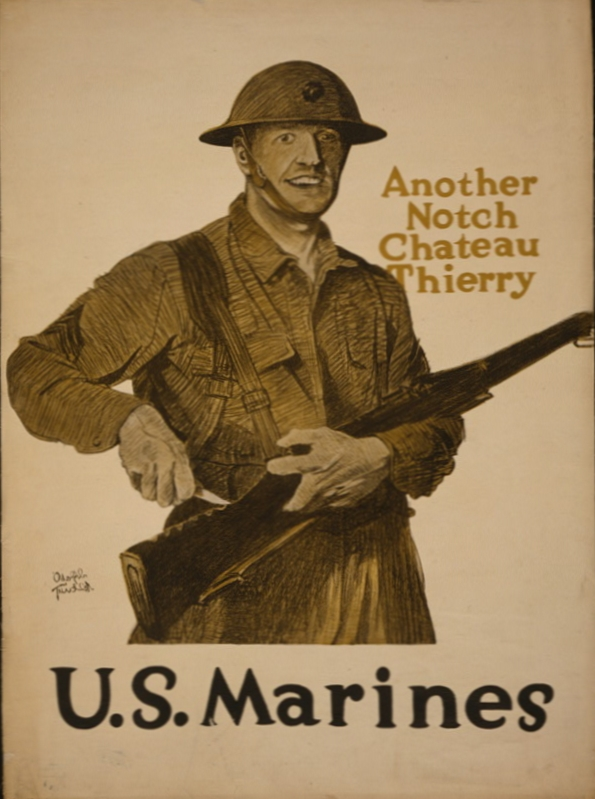
Első világháborús amerikai plakát: a tengerészgyalogos újabb rovást véshet puskája tusába a Château-Thierry környékén vívott harcok során.

Ludendorff egyetlen, mindent eldöntő csapást szeretett volna mérni a brit erőkre és ezzel tárgyalóasztalhoz kényszeríteni a szövetségeseket. Ehelyett azonban öt támadást indítottak, amelyeket nem kapcsolt össze semmilyen stratégiai elgondolás sem, lényegében elszigetelten tervezték, vívták és vesztették el ezeket a csatákat.
A Kaiserschlacht első három támadása révén a német hadsereg jelentős területi nyereségeket könyvelhetett el, első világháborús mércével rendkívüli mértékben behatolt az ellenséges vonalak mögé. A hadjárat hadászati célkitűzéseit, vagyis a főbb szövetséges logisztikai csomópontok és kikötők elfoglalását azonban nem sikerült elérni. A támadássorozat végére a német hadsereg kimerült, megfogyatkozott és kedvezőtlen pozíciókban védekezett. A legtöbb területi nyereség kiszögellések formájában jelentkezett, mivel egyik támadó hadműveletben sem sikerült nagymértékben kiszélesíteni az áttörés frontszakaszát. A kiszögellések viszont sebezhetőek voltak a beérkező szövetséges erők ellentámadásaival szemben, mint az utolsó német támadás is mutatta.
A németek látszólag nem voltak tisztában azzal, hogy a támadás során milyen nehéz helyzetbe hozták a briteket. A brit erők minden utánpótlása hat kikötőn keresztül érkezett Európába, és azokat két nagy vasúti csomóponton, Amiens-en és Hazebrouckon keresztül szállították a frontra. A britek számos tervet kidolgoztak arra nézve, hogyan vonják vissza erőiket a kontinensről, ha az egyik vagy másik csomópont német kézre kerül. A németek a 'Michael során alig pár kilométerre voltak Amiens-től, a 'Georgette során 10 kilométeren belül voltak Hazebroucktól és mégsem igyekeztek ezeket elfoglalni.
A hadművelet alig 4 hónapja alatt a német hadsereg jelentős személyi veszteségeket szenvedett, és elsősorban az elit rohamcsapatok vesztettek rengeteg halottat és sebesültet (becsélesek szerint a személyi állomány 5,1 millióról 4,2 millió főre csökkent. A német vezérkar becslései szerint havonta 200 000 új katonára lett volna szüksége, hogy a veszteségeket pótolják és ellent tudjanak állni a várható szövetséges ellentámadásnak. Az emberhiány azonban csak látszólagos volt: közel egymillió német katona állomásozott Kelet-Európában, akik a Breszt-litovszki béke értelmében a német birodalomhoz csatolt területeket igazgatták.
A szövetségesek is jelentős veszteségeket szenvedtek, mind területben, mind személyi állományban. Azonban a német előrenyomulást mindenhol sikerült feltartóztatni, és a beérkező amerikai csapatok tovább erősítették a szövetségesek helyzetét. A brit és francia erők közötti koordináció érdekében Ferdinand Foch marsallt kinevezték szövetséges főparancsnoknak Franciaországban és ez jelentősen javított a britek és franciák hadmozdulatainak összehangolásában. A hadjárat során első alkalommal harcoltak amerikai csapatok önállóan és helytálltak a harcedzett német katonák ellen, jelenlétük pedig ellensúlyozta a korábbi veszteségeket.

## Fordítás
- Ez a szócikk részben vagy egészben  a   Spring Offensive című angol Wikipédia-szócikk fordításán alapul.  Az eredeti cikk szerkesztőit annak laptörténete sorolja fel. Ez a jelzés csupán a megfogalmazás eredetét és a szerzői jogokat jelzi, nem szolgál a cikkben szereplő információk forrásmegjelöléseként.